# Kirkjubæjarklaustur

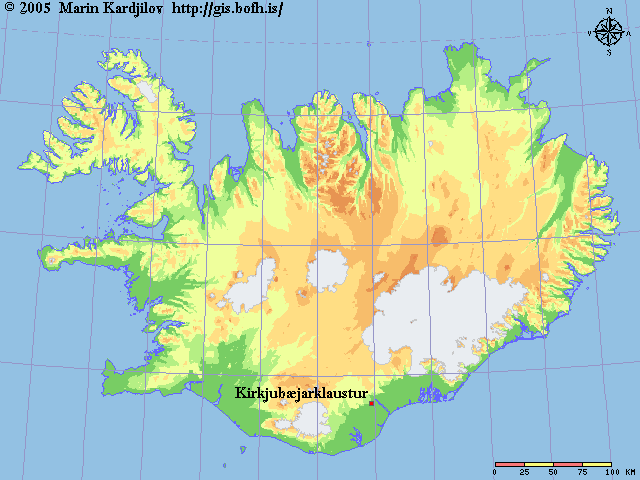
Localização de Kirkjubæjarklaustur na Islândia.

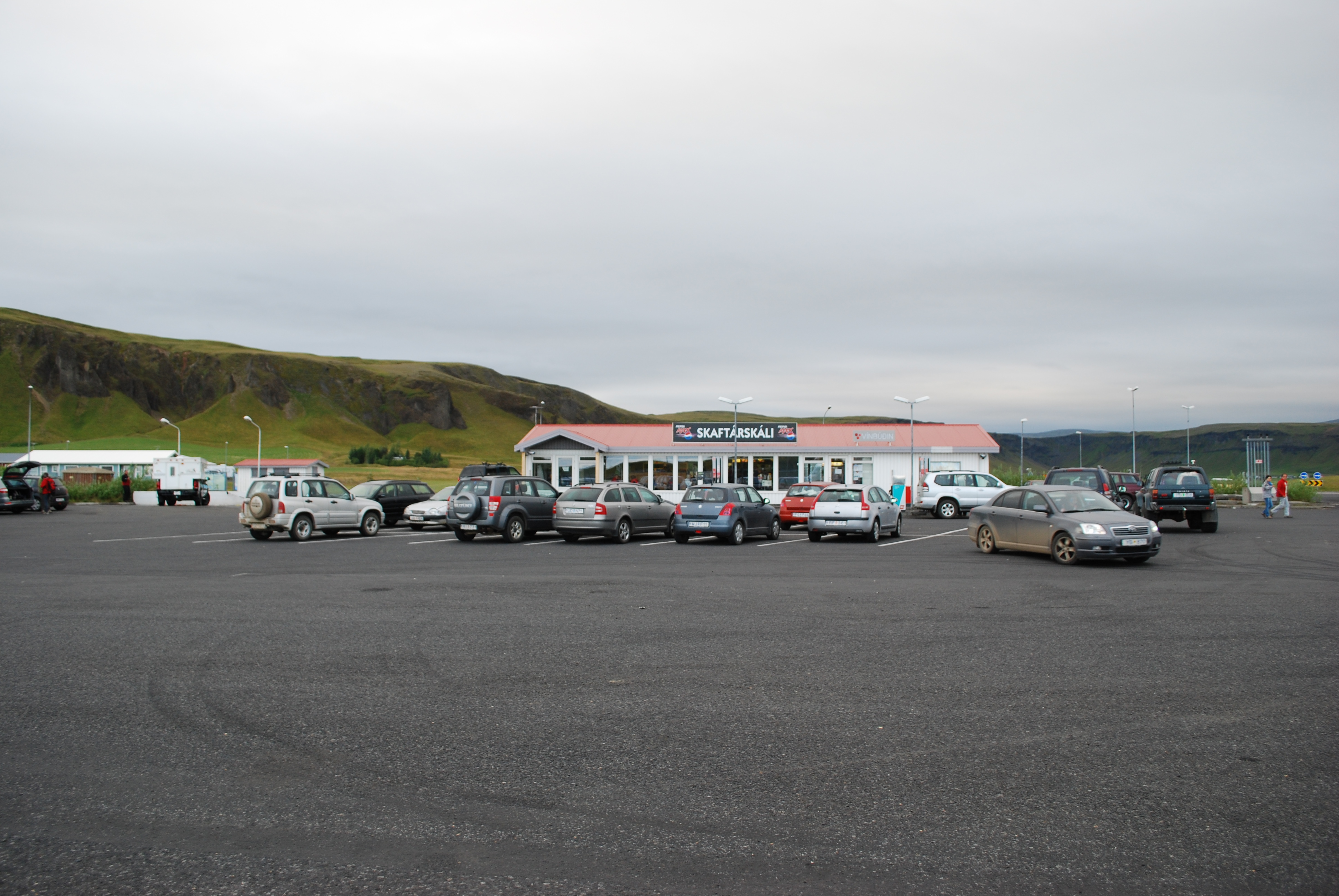
Kirkjubæjarklaustur

Kirkjubæjarklaustur (AFI: [ˈcʰɪrcʏpajarkløystʏr]), frequentemente chamada localmente de Klaustur) é uma vila com cerca de 160 habitantes e praticamente apenas uma rua de 100 m, situada no sul da Islândia, na Autoestrada n° 1 do país, a hringvegur. É um dos únicos lugares habitados de tamanho considerável entre as cidades de Vík í Mýrdal e Höfn, oferecendo, entre outras coisas, postos de gasolina, um banco, uma agência dos correios e um supermercado. Isso a torna uma parada quase obrigatória para quem quer que esteja passando por perto.

## História
Outra coisa que atrai muitos turistas à cidade é sua interessante história - diz-se que antes mesmo dos primeiros estabelecimentos de povoados na Islândia, monges irlandeses já viviam lá. Desde 1186, um convento de freiras beneditinas existiu na cidade, e sobreviveu até cerca de 1550, até a reforma protestante. Esse convento deu nome à cachoeira de Systrafoss (literalmente, cachoeira das irmãs) e ao lago de Systravatn. Existe ainda uma Systrastap (rocha das irmãs), que é onde duas irmãs do convento foram enterradas após serem queimadas acusadas de heresia. Contos folclóricos da região falam de freiras boas, freiras pecaminosas e até um tesouro no lago.
A vila tornou-se conhecida na Islândia a partir de 1738, com as erupções do vulcão Lakagígar. Segundo uma lenda local, o pastor da igreja local, Jón Steingrímsson, fez um sermão que ficou conhecido como o "Sermão do Fogo", que teria parado a corrente de lava no último minuto. A igreja atual foi construída em homenagem a Jón Steingrímsson.

## Pontos turísticos
Além de seu interesse histórico, a cidade possui várias atrações turísticas naturais. Um deles é o Kirkjugólf (literalmente chão da igreja), uma formação de basalto perto da cidade, que, como o nome sugere, lembra o pavimento de uma igreja. Além disso, há o Eldgjá (um cânion vulcânico) e o Parque Nacional de Skaftafell - o segundo maior da Islândia.